# Djehani Nguissan
Gilles Djehani Nguissan Yao (ur. 1 lutego 1990 w Galangashie) – togijski piłkarz grający na pozycji bramkarza. Od 2020 roku jest zawodnikiem klubu ACS Hayableh/CNSS.

## Kariera klubowa
Swoją piłkarską karierę Nguissan rozpoczął w klubie Maranatha FC. W sezonie 2006/2007 zadebiutował w jego barwach w pierwszej lidze togijskiej. W 2007 roku przeszedł do Dynamic Togolais, w którym występował do końca 2015 roku. W sezonie 2011/2012 wywalczył z nim mistrzostwo Togo. W 2016 roku występował w nigeryjskim Enugu Rangers, z którym został mistrzem Nigerii. W sezonie 2016/2017 ponownie był zawodnikiem Dynamic Togolais. Z kolei w sezonie 2017/2018 grał w etiopskim Sidama Coffee SC, a w sezonie 2018/2019 wywalczył mistrzostwo Togo z ASC Kara. W 2019 roku wyjechał do Dżibuti i w sezonie 2019/2020 był piłkarzem AS Port, z którym został wicemistrzem Dżibuti. W 2020 przeszedł do ACS Hayableh/CNSS.

## Kariera reprezentacyjna
W reprezentacji Togo Nguissan zadebiutował 11 października 2014 roku w wygranym 1:0 meczu kwalifikacji do Pucharu Narodów Afryki 2015 z Ugandą, rozegranym w Kampali.